# Christian Müller (Fußballspieler, 1960)
Christian Müller (* 26. Dezember 1960) ist ein deutscher Fußballspieler und -trainer.

## Leben
Christian Müller spielte als Mittelstürmer ab dem 1. Juli 1980 für ein Jahr bei Tennis Borussia Berlin in der 2. Bundesliga Nord. Er schaffte es in der Saison 1980/81 bei fünf Einsätzen dreimal in die Startaufstellung, ohne aber ein Spiel über 90 Minuten zu bestreiten. Beide Spiele im DFB-Pokal bestritt er in dieser Saison und schoss in der ersten Runde ein Tor per Elfmeter. In der Saison 1983/84 war er mit 31 Toren Torschützenkönig der Oberliga Berlin.
Nach dem Aufstieg von Blau-Weiß 90 Berlin aus der Oberliga Berlin in die 2. Fußball-Bundesliga 1983/84 wechselte Müller zu den Mariendorfern. In 18 2.-Liga-Spielen erzielte er dabei zwei Tore. In der Aufstiegssaison 1984/85 noch in zwei Spielen eingesetzt, stand er 1986/87 zwar im Bundesligakader, blieb aber ganz ohne Einsatz.
Anfang der 90er Jahre ließ er seine Karriere beim NOFV-Oberligisten VfB Lichterfelde ausklingen.
Nach seiner aktiven Spielerlaufbahn war er von 2011 bis 2013 und erneut ab 2017 Trainer der A-Jugend des SFC Stern 1900. Er besitzt die A-Trainerlizenz.